# Pachybiotherium acclinum
Pachybiotherium acclinum és una espècie extinta de marsupial didelfimorf de la família Didelphidae. Forma el gènere Pachybiotherium juntament amb l'espècie P. illuminatum. Visqué a Amèrica durant el Miocè. La seva filiació no és del tot acceptada, havent-hi qui considera a l'espècie com un microbioteri més proper a Dromiciops gliroides que als opòssums llanosos.